# Vincent Zhan Silu
Vincent Zhan Silu (chiń. 詹思祿; ur. 13 marca 1961) – chiński duchowny katolicki, biskup Funing od 2005.

## Życiorys
Święcenia kapłańskie otrzymał 24 czerwca 1989.
Wybrany biskupem pomocniczym Funing. Sakrę biskupią przyjął bez mandatu papieskiego 6 stycznia 2000. 5 sierpnia 2005 został wybrany ordynariuszem diecezji.
22 września 2018 został uznany oficjalnie przez Stolicę Apostolską.